# Шостка (річка)
Шо́стка (інші назви — Галинківська або Галинківка) — річка в Україні, на півночі Сумської області (у межах Шосткинського району). Ліва притока Десни (басейн Дніпра).

## Опис
Довжина 56 км, площа басейну (сточище) 412 км². Долина коритоподібна, завширшки 2—3 км. Заплава багниста, складається з торф'яних та піщаних ґрунтів. Річище слабозвивисте, переважають глибини до 0,5 м. Швидкість течії — 0,2 м/с. Похил річки — 1,2 м/км. Живлення снігове та дощове. Стік частково зарегульований 6-ма шлюзами-регуляторами, є ставки. Річище відрегульоване впродовж 40 км. Використовується для водопостачання і зрошування.

## Розташування
Бере початок у Воздвиженському. Тече переважно на захід, у нижній частині — на північний захід. Впадає до Десни на північ від села Пирогівка.
Населені пункти вздовж берегової смуги: Грем'ячка, Туранівка, Собичиве, Макове, Гамаліївка, Шостка, Богданка, Богданівка.
Ліва притока - річка Понурка

## Назва
Інша назва (місцева) — Галинківська або Галинківка (Галінковка)[джерело?].

## Хімічний склад води
Обробка й систематизація багаторічних даних (1967-1980, 1997-2013 рр.) хімічного складу води р. Шостка свідчить, що загальна мінералізація змінювалася від 272,9 мг/дм³ (12.04.2012)  до 1282,5 мг/дм³ (22.08.1968) і була однією з найбільших з-поміж усіх річок басейну Десни (табл. 1).
Таблиця 1. Статистична характеристика хімічного складу води притоки Десни 1 порядку р. Шостка за 1967-1980 та 1993-2013 рр. 
| Інгредієнти   | Уміст, мг/дм³ | Уміст, мг/дм³ | Уміст, мг/дм³ | Уміст, мг/дм³      | Уміст, мг/дм³         | Рівень надійності (95 %) |
| Інгредієнти   | Мінімальний   | Максимальний  | Середній      | Стандартна похибка | Стандартне відхилення | Рівень надійності (95 %) |
| Ca2+          | 40,0          | 147,6         | 83,98         | 1,63               | 21,52                 | 3,22                     |
| Mg2+          | 4,6           | 48,6          | 19,85         | 0,72               | 9,50                  | 1,42                     |
| Na+           | 3,3           | 172,0         | 34,98         | 2,44               | 32,16                 | 4,81                     |
| K+            | 1,9           | 13,0          | 4,82          | 0,17               | 1,75                  | 0,33                     |
| СО3»-         | 0             | 12,0          | 0,95          | 0,25               | 2,42                  | 0,51                     |
| НСО3-         | 149,0         | 529,2         | 301,98        | 4,96               | 65,39                 | 9,78                     |
| SO4-          | 11,2          | 435,2         | 69,31         | 5,03               | 66,28                 | 9,92                     |
| Cl-           | 5,7           | 339,5         | 36,56         | 3,16               | 41,65                 | 6,23                     |
| Мінералізація | 272,9         | 1282,5        | 548,49        | 13,99              | 184,48                | 27,60                    |

При цьому, найменші значення мінералізації води припадають на весняне водопілля, а найбільші – на літню й зимову межень. Усі значення загальної мінералізації вищі за 1000 мг/дм³ фіксували в 1968 та 2006 рр.
 Амплітуда коливання загальної мінералізації за весь період досліджень склала 1009,6 мг/дм³ при середньому арифметичному значенні 548,56 мг/дм³.
Слід зазначити, що середня величина мінералізації води Шостки в часі мала значні коливання і найвищою була в 1967-1970 рр. (661,44 мг/дм³), а найменшою — в 2001-2005 рр. (456,31 мг/дм³, табл. 2).
Таблиця 2. Середньоарифметичний уміст головних іонів
і мінералізації води р. Шостка за різні періоди спостережень
| Інгредієнти   | 1967-1970 | 1971-1980 | 1997-2000 | 2001-2005 | 2006-2010 | 2011-2013 |
| Уміст, мг/дм³ |           |           |           |           |           |           |
| СО32-         | 0,62      | 0,21      | 2,18      | 0,55      | 0,81      | 0,42      |
| НСОз-         | 333,91    | 306,97    | 289,79    | 277,52    | 297,62    | 289,14    |
| SO42-         | 117,65    | 95,39     | 32,35     | 39,41     | 50,92     | 49,05     |
| СІ-           | 37,12     | 56,42     | 24,09     | 23,51     | 38,57     | 28,49     |
| Са2+          | 89,13     | 95,03     | 76,06     | 76,01     | 82,41     | 82,09     |
| Mg2+          | 24,30     | 21,55     | 16,62     | 15,20     | 19,71     | 17,19     |
| Na+           | 57,58*    | 53,50     | 19,74     | 20,31     | 26,59     | 21,43     |
| К+            | -         | 6,05      | 4,08      | 4,31      | 5,30      | 4,94      |
| Мінералізація | 661,44    | 623,63    | 462,73    | 456,31    | 515,88    | 492,34    |
| Уміст, %-екв  |           |           |           |           |           |           |
| СО32-         | 0,19      | 0,04      | 0,60      | 0,17      | 0,14      | 0,13      |
| НСОз-         | 65,07     | 59,75     | 77,53     | 75,70     | 73,01     | 74,91     |
| SO42-         | 23,90     | 22,94     | 11,20     | 13,53     | 14,55     | 13,54     |
| СІ-           | 10,84     | 17,28     | 10,68     | 10,61     | 12,30     | 11,43     |
| Са2+          | 52,64     | 55,95     | 62,68     | 63,13     | 60,52     | 62,68     |
| Mg2+          | 22,61     | 20,69     | 21,98     | 20,56     | 23,31     | 21,62     |
| Na+           | 24,95*    | 23,15     | 13,63     | 14,50     | 14,21     | 13,74     |
| К+            | -         | 0,21      | 1,70      | 1,81      | 1,96      | 1,96      |

Примітка: * — натрій + калій
За ступенем мінералізації згідно екологічної оцінки вода р. Шостка в 52,02 % проб належить до прісної гіпогалинної 1 класу 1 категорії (відмінна), 43,93 % проб – до прісної олігогалинної і 4,04 % проб – до солонуватої β- мезогалинної.
Уміст переважаючого аніона гідрокарбонату у воді за весь період досліджень змінювався від 149,0 мг/дм³ (23.04.1968) до 529,2 мг/дм³ (12.05.1967), тобто мінімальне значення менше за максимальне в 3,55 рази.
Середньоарифметичні значення умісту НСО3- у воді Шостки в еквівалентній долі змінювалися від 59,75 %-екв у 1971-1980 рр. до 77,53 – в 1997-2000 рр., тобто вода річки у всі періоди досліджень за аніонами мала гідрокарбонатний склад.
Уміст переважаючого катіона – кальцію змінювався від 40,0 мг/дм³ (23.04.1968) до 147,6 мг/дм³ (22.08.1968). ГДК за умістом кальцію для водойм рибогосподарського призначення не перевищено в жодній з проб. Найчастіше уміст кальцію у воді Шостки фіксували в інтервалах 59-70, 70-81 мг/дм³ (по 20,54 % проб) та 81-92 мг/дм³ (13,39 % проб).
Середня багаторічна еквівалентна доля умісту кальцію у воді Шостки змінювалася від 52,64 %-екв за 1967-1970 рр. до  63,13 %-екв у 2001-2005 рр., що свідчить про переважання кальцію у складі катіонів у всі періоди досліджень. Отже, за класифікацією Альокіна [1] вода річки Шостки має гідрокарбонатний кальцієвий склад.
Уміст сульфатів у воді р. Шостка змінювався від 11,2 мг/дм³ (15.08.1967, 21.08.1969) до 435,2 мг/дм³ (22.08.1968). Слід зазначити, що 13,3 % проб води мали концентрацію сульфатів вищу за ГДК для водойм рибогосподарського призначення. Це свідчить про забруднення води Десни сульфатами привнесеними з водою р. Шостки в окремі періоди, особливо в 1967-1980 рр. та в 2006-2012 рр. Середня багаторічна величина умісту сульфатів у воді річки – 69,31 мг/дм³.
Відсоткова доля сульфатів у пробах води річки змінювалась від 3,22 до 53,3 %-екв. Високу долю сульфатів від суми аніонів фіксували при мінералізації води р. Шостки вищій або близькій до 1000 мг/дм³. Середня відсоткова доля сульфатів за відмічені періоди досліджень змінювалась від 11,2 %-екв за 1997-2000 рр. до 23,90 – у 1967-1970 рр. (табл. 2)
За екологічною оцінкою якості вода річки Шостка за умістом сульфатів у 1967-1970 рр. належала до 3 класу 4 категорії якості (задовільна), 1971-1980 рр. – до 2 класу 3 категорії (добра), у 1997-2005 та 2011-2013 рр. – до 1 класу 1 категорії якості, у 2006-2010 рр. – до 2 класу 2 категорії якості.
Уміст хлоридів у воді р. Шостка змінювався від 5,7 (20.04.2005) до 339,5,0 мг/дм³ (1.12.2006). При цьому, лише в одній пробі з 180 концентрація хлоридів була вищою за  ГДК для водойм рибогосподарського (300 мг/дм³) призначення. Середньоарифметичне значення умісту хлору у воді Шостки за весь період досліджень 36,56 мг/дм³. Це значення є значно вищим ніж у Десні на кордоні з Росією. Отже, вода річки Шостки за умістом хлоридів також забруднює воду Десни.
За екологічною оцінкою якості вод вода річки Шостки за умістом хлоридів у 1967-1980, 2006-2010 рр. належала до 2 класу 3 категорії якості (добра), у 1997-2005 та 2011-2013 — до 2 класу 2 категорії якості (дуже добра).
Уміст у воді Шостки, іншого токсичного інгредієнту хімічного складу води – натрію також змінювався в значних межах від 3,3 мг/дм³ (21.05.1997) до 170,0 мг/дм³ (44.04.1968) і в 4,62 % проб концентрація Na+ перевищувала ГДК для водойм рибогосподарського призначення. Найчастіше уміст натрію фіксували у діапазонах значень 18-36 мг/дм³ 42,86 % проб, 0-18,0 – 17,86 % та 36-54 мг/дм³ – 15,18 % проб.
Середньоарифметичний уміст Na у воді річки за весь період досліджень склав 34,98 мг/дм³, що також є вищим ніж у Десні на кордоні з Росією. Таким чином, вода Шостки забруднює воду Десни і за умістом натрію.
Уміст магнію у воді Шостки змінювався від 4,6 мг/дм³ (23.03.1972) до 48,6 мг/дм³ 22.08.1968). У 5,78 % проб уміст магнію був вищим за ГДК для водойм рибогосподарського призначення (40 мг/дм³). Середньоарифметичні значення його за весь період досліджень становлять 19,85 мг/дм³, що також дещо вище ніж у Десні на кордоні з Росією.
Жорсткість води Шостки за період спостережень змінювалась від 3,21 (15.04.2003, 18.04.2006) до 11,38 (22.08.1968) мг-екв/дм³. У 24,28 % проб води жорсткість перевищувала ГДК для вод теплопостачання (7 мг-екв/дм³). Середньоарифметичні значення жорсткості води за менш короткі періоди досліджень змінювались від 5,05 (2001-2005) до 6,53 (1971-1980) мг-екв/дм³ (табл. 3). Отже, в усі періоди досліджень середньоарифметичні значення жорсткості були нижчими за ГДК для теплопостачання.
Оцінювання якості води за еколого-санітарними показниками. До трофо-сапробіологічних показників якості води належать: зважені частки, температура рН, уміст кисню і насичення ним води, концентрація N-NH4+, N-NO2-, N-NO3-, P-PO43-, уміст загального водорозчинного азоту, перманганатна й біхроматна окиснюваність, біологічне споживання кисню протягом п’яти діб, хімічне споживання кисню.
У воді Шостки вміст завислих речовин змінювався від 1,3 (25.05.1999) до 173,2 (9.09.1975) мг/дм³ (рис. 6). У 25 % проб води уміст завислих речовин був вищим граничного рівня 3 категорії якості (>20 мг/дм³), у 2,45 % проб мали значення вищі граничного рівня 7 категорії якості (>100 мг/дм³), тобто дуже брудні [9, 11]. За середньоарифметичними умістом зважених речовин вода річки в періоди 1967-1970 належала до 6-ї категорії якості (брудна), 1971-1980 рр. – 5 (помірно забруднена), у 1997-2013 рр. – до 3-ї категорії якості (досить чиста) (табл. 3).
Таблиця 3. Середньоарифметичний уміст інгредієнтів трофо-
сапробіологічних показників води р. Шостки за період спостережень, мг/дм³ 
| Інгредієнти            | 1967-1970 | 1971-1980 | 1997-2000 | 2001-2005 | 2006-2010 | 2011-2013 | Мін. | Макс. |
| Жорсткість, мг-екв/дм³ | 6,46      | 6,53      | 5,49      | 5,05      | 5,74      | 5,52      | 3,21 | 11,38 |
| рН, од                 | 7,05      | 7,50      | 7,92      | 7,92      | 7,95      | 7,86      | 3,1  | 8,8   |
| Si                     | 5,56      | 4,84      | 6,46      | 4,63      | 7,89      | 5,12      | 2,6  | 16,5  |
| N-NO2-                 | 0,752     | 0,165     | 0,074     | 0,127     | 0,053     | 0,045     | 0    | 2,72  |
| N-NO3-                 | 13,80     | 5,12      | 3,53      | 3,35      | 3,86      | 2,53      | 0    | 116,0 |
| N-NH4+                 | 3,963     | 3,046     | 0,326     | 0,316     | 0,328     | 0,289     | 0    | 30,0  |
| Фосфати                | -         | -         | 0,467     | 0,474     | 0,475     | 0,445     | 0,01 | 3,70  |
| О2                     | 5,75      | 7,73      | 7,69      | 8,78      | 9,18      | 7,15      | 1,2  | 14,7  |
| Кольоровість, град.    | 25,83     | 26,15     | 27,98     | 25,55     | 29,83     | 28,80     | 7,0  | 73,6  |
| Прозорість, см         | 18,75     | 19,54     | 22,43     | 29,08     | 29,31     | 26,56     | 8,0  | 36,0  |
| Зважені речовини       | 54,00     | 43,99     | 17,61     | 12,86     | 12,36     | 12,98     | 1,3  | 173,2 |
| Запах, бали            | 0,59      | 0,56      | 1,33      | 1,96      | 2,00      | 2,00      | 0    | 3     |
| ПО                     | 14,12     | 10,72     | -         | -         | -         | -         | 2,1  | 42,1  |
| БО                     | 43,17     | 40,36     | -         | -         | -         | -         | 5,4  | 110,7 |
| БСК5                   | 11,33     | 5,81      | 3,19      | 2,66      | 2,99      | 3,99      | 0,78 | 62,2  |
| БСК20                  | -         | -         | 3,46      | 3,46      | 3,35      | 5,64      | 1,7  | 7,7   |
| ХСК                    | -         | -         | 20,26     | 20,21     | 20,29     | 25,33     | 8,4  | 59,8  |
| ІЗВ                    | 14,71     | 6,39      | 1,40      | 1,90      | 1,56      | 1,88      | 0,39 | 74,60 |

 За величиною рН визначається реакція водного середовища. За цим показником вода Шостки належить до нейтральної або лужної, а граничні рівні становили: найнижче значення 3,1 (22.08.1968), найвище – 8,6 (15.08.1967, 10.07.1970, 12.04.2000) при середньоарифметичному значенні 7,65 од. По 2,07 % проб води мали значення рН нижчі й вищі за допустимий інтервал для водопостачання 6,5-8,5 од. Близько 5,51 % проб води мали рН менше 6,5, тобто кислотну реакцію, 31,4 % проб мали рН 6,5-7,5 – нейтральну реакцію середовища, 36,55 % проб мали рН 7,51-8,0 - слабо лужну реакцію середовища і всі інші – лужну. Граничнодопустима величина рН для водойм рибогосподарського, господарсько-побутового, питного призначення 6,5-8,5.
За середньоарифметичною величиною рН (табл. 3) вода річки Шостки у 1967-1980 рр. була нейтральною й належала до 1 категорії якості (відмінної), у 1997-2013 рр. – слабо лужною й належить до другої категорії якості (доброї).
Уміст кисню у воді Шостки змінювався від 0,73 (8.07.1970) до 14,2 (21.10.1997) мгО2/дм³. При цьому, 18,54 % проб води мали уміст розчиненого кисню нижчий за ГДК для водойм рибогосподарського призначення (<6 мгО2/дм³), а 9,9 % проб – нижчий за граничну межу 7 категорії якості (<4 мгО2/дм³).
Середні арифметичні значення вмісту розчиненого кисню у воді Шостки в часі змінювались від 5,75 (1967-1970) до 9,18 (2006-2010) мгО2/дм³ (табл. 3). Вода за умістом розчиненого кисню в 1967-1970 рр. належала до 5 категорії якості, у 1971-1980, 1997-2000 рр. – до 2, у 2001-2010 — до 1, у 2011-2013 — до 3 категорії якості. 
Концентрація N-NH4+ у воді річки змінювалася  від 0 (10.02.1967, 7.07.1970) до 10,6 (9.08.1968), 11,2 (12.10.1977), 30 (12.09.68), 71,5 (28.06.1960) мг/дм³. У 48,2 % проб води концентрація азоту аміаку була вищою граничнодопустимого рівня для водойм рибогосподарського призначення (0,39 мг/дм³), у 62,23 % проб – вищою за  граничну межу 3 категорії екологічної оцінки — 0,3 мг/дм³ (вода досить чиста, добрий екологічний стан). У 18,33 % проб води концентрація N-NH4+ перевищувала граничний рівень 7 категорії якості — 2,5 мг/дм³.  При цьому, всі проби з високим умістом азоту аміаку (>2,5 мг/дм³) припадають на період 1967-1980 рр. Рівень забруднення води Шостки азотом аміаку за повторюваністю оцінюється як стійкий (перевищення ГДК в 40-50 % проб) і високий (є випадки перевищення ГДК більш ніж у 10 разів).
За середньоарифметичним умістом азоту аміаку вода Шостки у 1967-1980 рр. належала до 7 категорії якості (дуже брудна), у 1997-2010 – до 4 (слабко забруднена), у 2011-2013 – до 3 категорії якості. Аміак є кінцевим неорганічним продуктом складного процесу мінералізації органічних речовин, які містять азот. Іони амонію засвоюються рослинами при фотосинтезі й окислюються в нітрити й нітрати.
Концентрація N-NO2- у воді Шостки змінювалася  від 0 (4,54 % проб) до 7,0 мг/дм³ (23.04.1968). При цьому, в 73,3 % проб води концентрація нітритів перевищувала ГДК для водойм рибогосподарського призначення (0,02 мг/дм³), в 85,2 % - граничну межу 3 категорії екологічної оцінки – 0,01 мг/дм³.
Високі рівні забруднення води нітритами (вищі за 0,2 мг/дм³, 15,34 % проб) спостерігали в усі періоди досліджень, а вищі за 1 мг/дм³ (5,68 % проб) – лише в 1967-1980 рр. Отже, забруднення води Шостки нітритами за повторюваністю є характерним (перевищення ГДК більш ніж у 50 % проб), а за рівнем -  високим [22]. Середнє арифметичне значення концентрації нітритів у воді Шостки з 1971 року й до цього часу перевищує ГДК і складало 0,752-0,045 мг/дм³ (табл. 3). Вода річки за рівнем забруднення нітритами в 1967-1980 та 2001-2005 рр. належала до 7 категорії якості (брудна), у 1997-2000 та 2006-2010 — 6 , у 2011-2013 — до 5 категорії якості.
Концентрації N-NO3- у воді річки змінювалися від 0 (28.06.1960, 24.01.1973) до 116 мг/дм³ (28.08.1968). При цьому, концентрації нітратів у воді р. Шостка вищі за ГДК для водойм рибогосподарського призначення (9 мг/дм³) зафіксовано в 9,42 % проб, вищі за граничну межу 3 категорії екологічної оцінки (>0,5 мг/дм³) – в 84,78 % проб, вищі за граничну межу 7 категорії екологічної оцінки (>2,5 мг/дм³) – 51,44 % проб. Рівні забруднення води Шостки нітратами вищими за граничну межу 7 категорії фіксували у всі періоди досліджень, а найвищі (> 20 мг/дм³) – лише в 1967-1970 рр. Загалом, рівень забруднення вод Шостки нітратами за повторюваністю оцінюється як одиночний, але високий.
За середньоарифметичним умістом нітратного азоту вода Шостки в усі періоди досліджень належала до 7 категорії якості (брудна).
Концентрація мінерального фосфору (Р-РО43-) у воді Шостки змінювалася від 0,01 (10.09.1998, 5.08.1999, 14.10.1999) до 3,7 мг/дм³ (9.09.2005) при середньоарифметичному значення за 1997-2013 рр. 0,47 мг/дм³. За 1967-1980 рр. дані з умісту у воді Шостки фосфатів відсутні. 
Уміст фосфатів у водних об’єктах рибогосподарського призначення не нормується, але гранична межа 3 категорії екологічної оцінки становить 0,153 мг/дм³. Якщо дотримуватися цього нормативу, то 64,7 % відібраних і проаналізованих проб води мали концентрацію фосфатів вищу за цю межу, 36,3 % проб – вищу за граничну межу 7 категорії якості (>0,3 мг/дм³). 
Середнє арифметичне значення вмісту фосфатів у воді Шостки у всі періоди досліджень перевищувало граничну межу 7 категорії якості (табл. 3).
Перманганатна окиснюваність, яка характеризує уміст у воді органічних і мінеральних речовин, що легко окислюються в певних умовах і відображає загальний уміст органіки. У воді річки Шостки перманганатна окиснюваність у 1967-1980 рр. змінювалася від 2,1 (10.02.1967) мгО/дм³ до 42,1 (24.04.1968) мгО/дм³ при середньоарифметичному значенні 12,64. При цьому 66,06 % проб води мали окиснюваність вищу за граничну межу 3 категорії якості (>8 мгО/дм³), а 14,07 % проб – вищу за граничну межу 7 категорії якості (>20 мгО/дм³).
За середньоарифметичним значенням ПО вода Шостки в 1967-1980 рр. належала до 5 категорії якості.
Цю оцінку умісту органічних речовин у воді річок рекомендують застосовувати при ПО до 10 мгО/дм³. При значно вищих значеннях, тобто при більшому умісті органіки, більш точно процеси окиснювання відображає хімічне споживання кисню (ХСК).
Хімічне споживання кисню (характеризує забруднення води органічними речовинами і визначається кількість кисню, що витрачається на окислення як легко так і важко окиснюваних органічних і неорганічних речовин, які містяться у воді сильним окисником – біхроматом калію). Цей показник у воді Шостки в 1997-2013 рр. змінювався від 8,4 (17.02.2006) до 59,8 мгО/дм³, при середньоарифметичному значенні 20,07 мгО/дм³, що є вищим за ГДК для водойм господарсько-побутового призначення (15 мгО/дм³). Отже, 61,9 % проб води Шостки мають значення ХСК вищі за ГДК, а 29,76 % проб – вищі за гранична межу 3 категорії екологічної оцінки – 25 мгО/дм³.
За середньоарифметичними значеннями ХСК (табл. 3), тобто за забрудненням органічними речовинами, вода річки Шостки у всі періоди досліджень належала до 3 категорії якості (досить чиста).
Біологічне споживання кисню протягом п’яти діб (БСК5) для окислення органічних речовин, які містяться у воді р. Шостки в аеробних умовах змінювалося від 0,78 (12.05.2009) до 62,2 (10.07.1967) мгО2/дм³. Граничнодопустимий рівень БСК5 у водоймах рибогосподарського призначення 2,25 мгО2/дм³, для водойм господарсько-побутового й питного призначення - 3, гранична межа 3 категорії екологічної оцінки – 2,1 мгО2/дм³. У 59,65 % проб води БСК5 перевищувало ГДК для водойм господарсько-побутового й питного призначення і 79,78 % проб – граничну межу 3 категорії екологічної оцінки.
За середньоарифметичним значенням БСК5 вода Шостки в 1967-1970 рр. належала до 6 категорії якості (табл. 3), у 1971-1980 — до 5, у 1997-2013 — до 4 категорії якості.
Оцінка якості води за специфічними показниками токсичної дії.  Уміст у природній воді річок нафтопродуктів, фенолів, СПАР, фторидів, ціанідів, пестицидів, важких металів та радіоактивності належить до специфічних показників токсичної й радіаційної дії.
Уміст нафтопродуктів у воді Шостки змінювався від 0 (70,8 % проб) до 0,05 мг/дм³ (28.05.2009) при середньоарифметичному значенні за 2001-2013 рр. 0,0035 мг/дм³. ГДК нафтопродуктів у водоймах рибогосподарського призначення, внутрішніх морях України й гранична межа 3 категорії екологічної оцінки 0,05 мг/дм³, а для водойм господарсько-побутового призначення – 0,3 мг/дм³. При цьому, жодна з проб води Шостки за умістом нафтопродуктів не перевищувала ГДК для водойм рибогосподарського призначення.
Середньоарифметичні значення умісту НП у воді Шостки у різні періоди досліджень змінювались від 0,0025 (2001-2005) до 0,0042 (2006-2010) мг/дм³ (табл. 4).
Таблиця 4. Середньоарифметичний уміст специфічних речовин
токсичної дії у воді р. Шостка – м. Шостка, мг/дм³ 
| Інгредієнти | Період досліджень, роки | Період досліджень, роки | Період досліджень, роки | Період досліджень, роки | Період досліджень, роки | Період досліджень, роки | Період досліджень, роки | Період досліджень, роки |
| Інгредієнти | Мін.                    | Макс.                   | 1967-1970               | 1971-1980               | 1997-2000               | 2001-2005               | 2006-2010               | 2011-2013               |
| НП          | 0                       | 0,05                    | -                       | -                       | -                       | 0,0025                  | 0,0042                  | 0,0027                  |
| СПАР        | 0                       | 0,09                    | -                       | -                       | 0,0101                  | 0,0033                  | 0,0019                  | 0,0026                  |
| Феноли      | 0                       | 0,35                    | 0,031                   | 0,037                   | 0,0014                  | 0,0031                  | 0,0039                  | 0,0058                  |
| F-          | 0,05                    | 0,90                    | 0,25                    | 0,29                    | 0,22                    | 0,28                    | 0,30                    | 0,48                    |
| 90Sr        | 0,034                   | 0,27                    | -                       | -                       | 0,27                    | 0,087                   | 0,147                   | 0,15                    |
| 137Cs       | 0                       | 0                       | -                       | -                       | 0                       | 0                       | 0                       | 0                       |
| Ni2+        | 0,006                   | 0,137                   | -                       | 0,008                   | 0,045                   | 0,022                   | 0,006                   | 0,008                   |
| Cu2+        | 0                       | 0,13                    | 0,012                   | 0,0467                  | 0,0089                  | 0,0030                  | 0,0038                  | 0,0032                  |
| Zn2+        | 0                       | 0,037                   | 0,004                   | 0,0045                  | 0,0086                  | 0,0027                  | 0,0028                  | 0,0038                  |
| Fe2+        | 0                       | 6,6                     | 0,30                    | 0,55                    | 0,33                    | 0,37                    | 0,45                    | 0,40                    |
| Cr6+        | 0                       | 0,0049                  | -                       | -                       | 0                       | 0                       | 0,0003                  | 0,0018                  |
| Mn2+        | 0,011                   | 0,99                    | -                       | 0,084                   | 0,132                   | 0,192                   | 0,209                   | 0,103                   |
| Al3+        | 0                       | 1,11                    | -                       | 0,028                   | 0,216                   | 0,376                   | 0,092                   | 0,067                   |

Примітка: - дані відсутні.
Уміст фенолів у воді Шостки змінювався від 0 (33,54 % проб) до 0,35 (8.07.1970) мг/дм³. ГДК фенолів у водоймах рибогосподарського призначення, господарсько-побутового призначення й гранична межа 3 категорії екологічної оцінки 0,001 мг/дм³. В 43,57 % проб уміст фенолів був нижчим ГДК. Отже, забруднення води Шостки фенолами за повторюваністю є характерним (>50 % проб) з дуже високим рівнем (максимальне перевищення ГДК в 350 разів).
Середньоарифметичні значення умісту фенолів у воді Шостки в 1967-1980 рр. перевищували граничну межу 7 категорії якості.  Вода річки у 1997-2000 рр. за середньоарифметичним умістом фенолів належала до 4 категорії якості, у 2001-2010 рр.  – до 5 категорія якості, у 2011-2013рр. – до 6 категорії якості  (табл. 4).
Уміст синтетичних поверхнево-активних речовин у воді Шостки змінювався від 0 (56,56 % проб) до 0,09 (21.05.1997)  мг/дм³. ГДК для водойм рибогосподарського призначення 0,2 мг/дм³. Отже, в жодній з відібраних та проаналізованих проб уміст СПАР не перевищував ГДК для водойм рибогосподарського призначення. Забруднення вод Шостки СПАР є одиночним з низьким рівнем.
За середньоарифметичними значеннями уміст синтетичних поверхнево-активних речовин у воді Шостки був найвищим у 1971-1980 рр. – 0,0101 мг/дм³  (3 категорія якості – досить чиста), ще нижчим у 1997-2013 рр. (табл.. 4) – на рівні 2 категорії якості (чиста).
У водні об'єкти СПАР потрапляють у значних кількостях із господарсько-побутовими й промисловими стічними водами. У поверхневих водах СПАР перебувають у розчиненому й сорбованому станах, а також у поверхневій плівці води водного об'єкта.
Уміст фторидів у воді Шостки змінювався від 0,05 (24.07.2001, 13.04.2006, 6.07.2007) до 0,9 (21.08.1997) мг/дм³ і був присутнім у всіх проаналізованих пробах. За середньоарифметичними показниками вмісту фторидів (0,22-0,48 мг/дм³, табл. 4) вода річки у всі періоди досліджень належала до 5 категорії якості (помірно забруднена).
Уміст міді у воді Шостки змінювався від 0 (60,18 % проб) до 0,13 мг/дм³ (12.10.1977, 18.04.2008). В 34,25 % проб води уміст міді був вищим за ГДК для водойм рибогосподарського призначення, а 25,0 % проб – перевищували граничну межу 3 категорії екологічної оцінки, тобто вода в кращому випадку була слабо забрудненою. Загалом, забруднення води Шостки Сu2+ є стійким з високим рівнем.
За середньоарифметичними значеннями умісту міді вода Шостки в 1967-1970 рр. – належала до 5 категорії якості, у 1971-1980 рр.  -  до 6, у 1997-2013 рр. – до 4 категорії якості.
Найчастіше надходить мідь у водні об’єкти з стічними водами хімічних і металургійних виробництв, шахтними водами, реагентами, що містять мідь, а також з стічними водами з сільськогосподарських угідь і гірських порід.
Цинк також виявлено у воді річки Шостка у концентраціях від 0 (61,5 % проб) до 0,06 мг/дм³ (15.04.1999). В 13,46 % проб уміст цинку був вищим за ГДК для водойм рибогосподарського призначення (>0,01 мг/дм³), а 4,8 % проб мали значення вищі за граничну межу 3 категорії екологічної оцінки (0,02 мг/дм³). Забруднення води річки цинком оцінюється як нестійке за повторюваністю з середнім рівнем.
За середньоарифметичним умістом цинку у всі періоди досліджень вода річки Шостки належала до 1 категорії якості (дуже чиста).
Уміст загального хрому у воді Шостки змінювався від 0 до 0,12 мг/дм³ (5.10.1998). Середньоарифметичні значення умісту загального хрому за 1997-2000 р. становили 0,059 мг/дм³, що відповідало 4 категорії якості води. Надалі є поодинокі вимірювання які оцінити належним чином не можливо.
Уміст [null Cr]6+ у воді Шостки змінювався від 0 до 0,0049 (28.09.2012) мг/дм³. Загалом, масив даних забруднення води Cr6+ є незначним, щоб зробити повноцінні й достовірні висновки.
Уміст загального заліза у воді Шостки змінювався від 0 (10.02.1967) до 6,6 мг/дм³ (7.08.1968). Концентрацію заліза у воді від 0 до 0,1 мг/дм³ мали 9,87 % проб, від 0,1 до 0,2 мг/дм³ –12,34 % проб, від 0,2 до 0,3 – 25,3 % проб, від 0,3 до 0,4 – 14,2 % проб, від 0,4 до 0,5 – 12,34 % проб, більше 1 мг/дм³ – 8,64 % проб. Концентрацію заліза вищу за ГДК для водойм рибогосподарського призначення (0,1 мг/дм³) – мали 91,13 % проб, вищу за ГДК для питного водопостачання (0,2 мг/дм³) – 75,92 % проб, за ГДК для водойм господарсько-побутового призначення (0,3 мг/дм³) - 50,6 % проб води Шостки.
Окремі одинокі високі концентрації заліза у воді річки (близькі до 1 мг/дм³) характерні практично для всього періоду досліджень. Загалом, рівень забруднення води Шостки загальним залізом є характерним і дуже високим.
За середньоарифметичним умістом загального заліза вода Шостки в 1967-1970, 1997-2013 рр. належала до 4 категорії якості (слабко забруднена), у 1971-1980 рр. – 5 категорії якості (помірно забруднена).
Уміст марганцю у воді Шостки змінювався від 0,007 (8.07.2007) до 0,99 мг/дм³ (18.04.2008, 3.06.2008). Лише 1,66 % проб води мали значення Mn2+ нижчі за ГДК для водойм рибогосподарського призначення (0,01 мг/дм³) і 39,3 % - за ГДК для водойм господарсько-побутового призначення (0,1 мг/дм³). При цьому, 81,9 % проб води Шостки мали концентрацію марганцю вищу за граничну межу 3 категорії екологічної оцінки. Загалом, рівень забруднення води марганцем є характерним і дуже високим.
За середньоарифметичним умістом марганцю вода Шостки в 1971-1980 рр. належала до 4 категорії якості, з 1997 по 2013 рр. – до 5 категорії якості.
Уміст нікелю у воді Шостки змінювався від 0,006 (26.01.2008) до 0,137 (5.10.1998) мг/дм³. Концентрації нікелю вищі за ГДК для водойм рибогосподарського призначення й значення вищі за межу 3 категорії екологічної оцінки води виявлено в 66,6 % проб. Це свідчить, що забруднення води Шостки нікелем є характерним за повторюваністю й середнім за рівнем (перевищення ГДК в 2-10 раз.
За середньоарифметичним умістом нікелю (табл. 4) вода Шостки у 1971-1980, 2006-2013 рр. належала до 3 категорії якості, з 1997 по 2005 рр. – до 5 категорії якості.
Уміст алюмінію у воді Шостки змінювався від 0 (17 та 27.02.2006) до 1,11 мг/дм³ (20.04.2005). Уміст алюмінію у воді не нормується.
Середній уміст алюмінію у воді Шостки зростав з1971 по 2005 рр. від 0,028 мг/дм³ у 1971-1980 рр. до 0,376 мг/дм³ у 2001-2005 рр., потім зменшувався (табл. 4).
Розрахунок  індексу забруднення води (ІЗВ) проводиться за обмеженим числом інгредієнтів. Визначається середнє арифметичне значення результатів хімічних аналізів по кожному з таких показників: азот амонійний, азот нітритний, нафтопродукти, феноли,  розчинений кисень, біохімічне споживання кисню. Знайдене середнє арифметичне значення кожного з показників порівнюється з гранично допустимими концентраціями. При цьому у випадку розчиненого кисню величина гранично допустимої концентрації поділяється на знайдене середнє арифметичне значення концентрації кисню, тоді як для інших показників це робиться навпаки.
Розрахунок ІЗВ, за обмеженим числом інгредієнтів мав значні коливання в часі і за окремими пробами відбору. Так, найменший ІЗВ води Шостки було зафіксовано 8.02.2005 зі значенням 0,32, а найбільший 8.07.1970 — 74,6. Середньоарифметичні значення наведено в табл. 3 звідки випливає, що в 1967-1970 рр. вода Шостки була надзвичайно брудною, а ІЗВ становив 14,9. У 1971-1980 рр. вода Шостки була дуже брудною, а ІЗВ знизився в порівнянні з попереднім періодом більш ніж у 2 рази й становив 6,39. У наступні 1997-2013 рр. ІЗВ річки значно скоротився і змінювався в межах 0,43 (12.05.2009) – 7,49 (8.07.2007). Середньоарифметичні значення за цей період змінювалися в межах 1,4-1,9, що відповідало 3 категорії якості (помірно забруднена),
Загальна оцінка води Шостки за всією множиною показників (за так званою функцією міри R), свідчить, що вода в 1967-1970 рр. належала до 5 категорії якості, у 1971-1980 – 4, у всі інші періоди досліджень – до 3 категорії якості.

## Іхтіофауна
У річці виявлено 12 видів риб. Якщо на ділянці с. Макове — с. Богданівка зареєстровано 8 видів риб, поміж ними щука, краснопірка, вівсянка, піскар, верховодка, гірчак, голець вусатий, щипавка, то в пониззі, край с. Пирогівка — лише 4: яльця, в'язя, красноперку та жереха. Решта видів, певно, випадково потрапляють сюди з Десни. Місцеві риби тут постійно не тримаються з причини сильного забруднення води.